# Río Zapaleri
El río Zapaleri (también llamado río Sapaleri o río Zapalery),  es un curso fluvial endorreico que discurre en la región altiplánica limítrofe entre el noroeste de la Argentina, el sudoeste de Bolivia y el noreste de Chile con dirección general norte al sur para desembocar en el salar de Tara. 
Francisco San Roman advierte que 'se aplica cuatro veces al cerro, al valle, al río y al lugarejo de Sapalegui o Zapalegui de los mapas antiguos, pero que los naturales pronuncian clara y distintamente Sapaleri.: 437 

## Trayecto
Este río nace en el sur de Bolivia, dentro de la reserva nacional de fauna andina Eduardo Abaroa, provincia de Sud Lípez del departamento de Potosí. Se origina de la unión de pequeños colectores montañosos que se encuentran en la ladera sur del cerro Dulce Nombre (5522 m s. n. m.) y de la ladera occidental  —boliviana—  del cerro Negro (5026 m s. n. m.), cumbre limítrofe argentino-boliviana. En esta región se explotó comercialmente minas de azufre. Este es el ramal lótico más extenso, por lo que le corresponde portar el nombre de Zapaleri, como así lo muestran las cartas bolivianas. Algunos le dan a este curso el nombre de ‘‘Tinte’’, el que desembocaría en el Zapaleri, más corto, lo cual es incorrecto.
Luego de un primer rumbo hacia el oeste toma rumbo sur, dejando por su derecha al cerro Novillito —el cual lo separa de la cuenca del río homónimo—, y al cerro Cojina o Cajlina (5240 m s. n. m.) —el cual lo separa de la laguna Kalina o Busch—. Por su izquierda (el este) van quedando atrás primero el cerro Piedras Grandes (5647 m s. n. m.) el cual le aporta algunos torrentes (como el Quebrada Blanca y el de la laguna Inca), haciendo lo propio el cerro Tinte (5849 m s. n. m.), también montaña limítrofe argentino-boliviana. Luego de unos kilómetros su curso bordea por el oeste a la ‘‘Estancia Lomita Chica’’, e inmediatamente —a una altitud de 4570 m s. n. m.— atraviesa su primera  frontera internacional, al salir de Bolivia y entrar en territorio de la Argentina, en el departamento Rinconada de la provincia de Jujuy. 
Adentrando su discurrir ya por el altiplano argentino recibe por su margen izquierda algunos afluentes, el más importante es el río Tinte, el cual colecta los torrentes de deshielo de la ladera austral del cerro homónimo y los que bajan del abra Bonanza. Continua su recorrido con múltiples meandros obligado por la característica ondulada del terreno, virando el rumbo sur que guardaba hasta entonces a una dirección general sudoeste. Luego deja atrás al cerro Brajma (5356 m s. n. m.) —cumbre limítrofe argentino-boliviana—, mientras que continúa recibiendo caudales de arroyos menores. Posteriormente rodea por el sur al importante cerro Zapaleri (5653 m s. n. m.), un volcán sobre el cual se encuentra un punto trifinio con el hito tripartito que señala que allí se tocan las soberanías de la Argentina, Bolivia y Chile. Esta cumbre forma parte de un cordón orográfico denominado serranías de Zapaleri, el cual se extiende a ambos lados del río homónimo.
Teniendo a esta cumbre hacia su norte, allí este río llega a su segundo cruce internacional, pues deja atrás al territorio argentino para adentrarse en suelo chileno, perteneciente a la comuna de  San Pedro de Atacama, provincia de El Loa de la Región de Antofagasta.
En una suave silleta situada inmediatamente al norte de donde el río cruza el límite se encuentra el "Paso Zapaleri", un cruce de frontera argentino-chileno no habilitado, solo apto para el tránsito de mulas. Allí hay instalado un hito fronterizo.
Ya en territorio de Chile el río Zapaleri continúa recibiendo afluentes; los que llegan por su margen derecha han nacido en Bolivia, mientras que los que lo hacen por su margen izquierda, algunos tienen sus orígenes en la Argentina, mientras que otros llegan desde las laderas chilenas de los volcanes Poquis y  el nevado de San Pedro —también denominado nevado de Poquis (5756 m s. n. m.); entre ambas montañas se encuentra el Paso Poquis (cruce argentino-chileno no habilitado). En su último tramo penetra en un área protegida, la reserva nacional Los Flamencos. Finalmente, y dentro de dicha área de conservación, el curso fluvial desemboca en el salar de Tara, a una altitud de 4322 m s. n. m., y en las coordenadas: 23°0′45.21″S 67°17′28.74″O / -23.0125583, -67.2913167.

## Caudal y régimen
Mediciones esporádicas del caudal, entre varios años, han entregado valores de entre 300 y 700 litros por segundo entre los meses de abril y noviembre.

## Historia
Luis Risopatrón lo describe sucintamente en su Diccionario Jeográfico de Chile de 1924:: 832 
Sapaleri (Rio) 22° 55' 67° 11' Es de agua abundante de excelente calidad, baña el pié S E del cerro del mismo nombre, corre hacia el SW en un angosto valle con largas vegas i afluye a la laguna Tara; en la márjen W se erijió el 19 de diciembre de 1904. a la-altitud de 4 437 m, una pirámide divisoria con la Arjentina. 98. ii, p. 535; i m. p. 161 i carta de San Román (1892);'99, p. 29; 117, p~. 244. 256 i 291; 134; i 156; i Zapaleri en 1, x, carta de Bertrand (1884); i 97, mapa de Valdes (1886).

## Población, economía y ecología
Este curso fluvial tiene la particularidad de ser el único río compartido por la Argentina, Bolivia y Chile. Además es el único curso fluvial argentino que siendo compartido con otros dos países no constituye río limítrofe con alguno de ellos. También es el único río argentino que sin nacer en dicho país tampoco finaliza en esa república. Asimismo, es el único río de Chile que se origina en un país distinto del cual entra a territorio chileno. Por último, es de los pocos cursos fluviales (todos en el extremo septentrional) que cortan el extenso tramo de frontera argentino-chileno comprendido entre el cerro Zapaleri (22º48’S) y el río Hua-Hum (40º25’S).
La cuenca del río Zapaleri se sitúa en plena Cordillera Occidental, en la faja ecológica conocida como ‘‘Puna Desértica’’ o ‘‘Puna Salada’’.
Las condiciones climáticas son de una acuciada aridez, con menos de 100 mm de precipitación anual, y temperaturas medias anuales menores a los 6 °C en los sectores de menor altitud. En invierno, por lo menos la superficie del espejo líquido se congela.
Geológicamente, su cuenca es el resultado de una prolongada actividad volcánica ocurrida en el Cenozoico Superior, lo que la ha hecho una región rica en materiales líticos, del tipo ígneo y volcánico, como basalto, obsidiana, además de tobas, sílice (calcedonia, ópalo) e incluso kollpa.  
Fitogeografía
Según la clasificación de Ángel Lulio Cabrera, fitogeográficamente sus áridas estepas pertenecen al distrito fitogeográfico de la puna seca de la provincia fitogeográfica puneña, aunque en los sectores de mayor altitud se incluyen en el distrito fitogeográfico altoandino quechua de la provincia fitogeográfica altoandina.
La vegetación dominante son los pastizales abiertos de distintas especies del género Festuca, con arbustales muy abiertos integrados por varias especies del género Parastrephia.  En las márgenes del río Zapaleri y de su tributarios se desarrollan vegas compuestas por cojines de hierbas perennes (Rockhausenia pygmaea, Oxychloe andina, etc.). 
Ecorregiones
Ecorregionalmente las tierras de su cuenca pertenecen a la ecorregión terrestre puna seca de los andes centrales. Sus aguas se insertan en la ecorregión de agua dulce Mar Chiquita - Salinas Grandes.
El salar de Tara, el plano de equilibrio del río, pertenece a la reserva nacional Los Flamencos.